# Sam Hunt

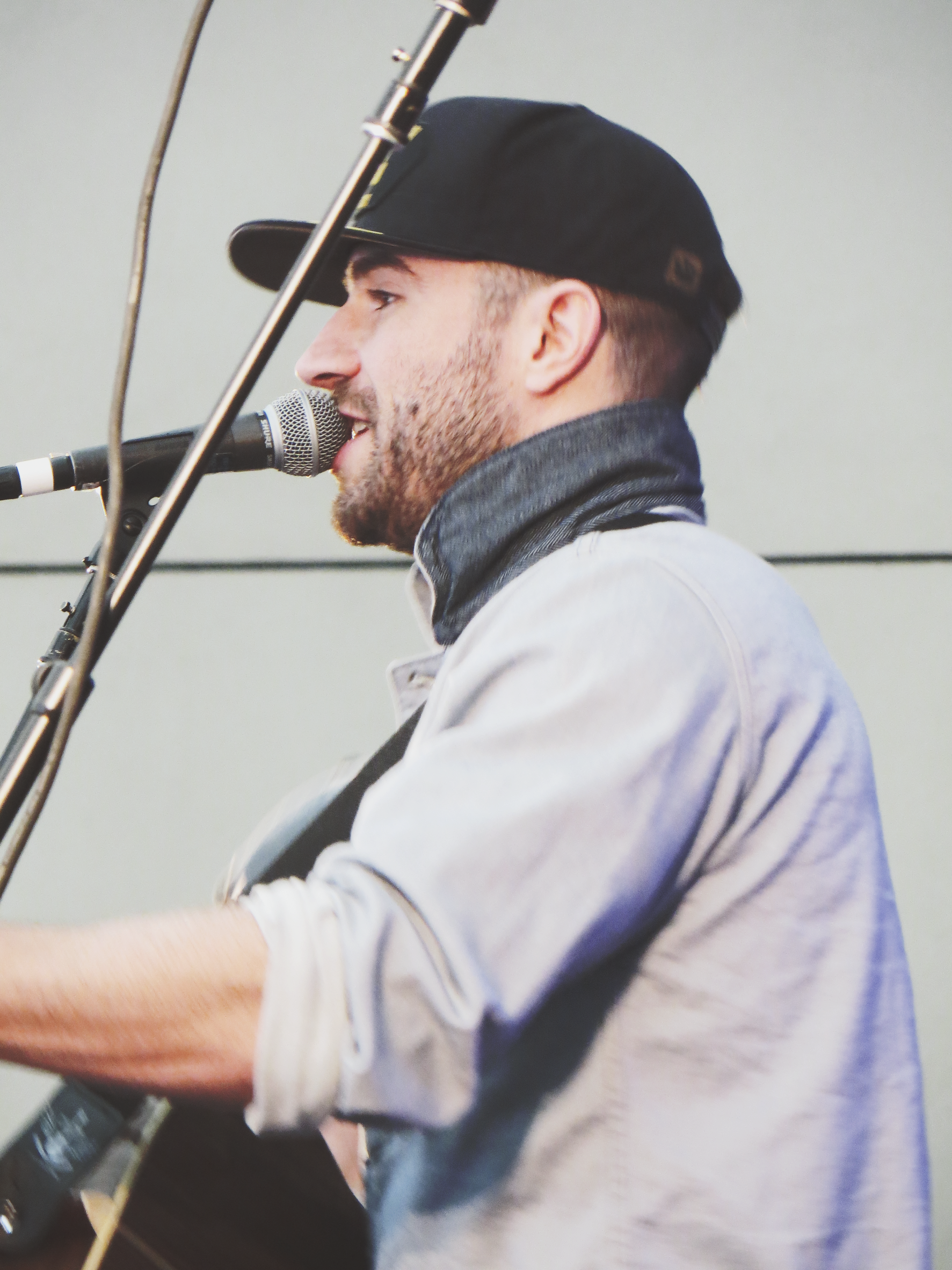
Foto de Sam Hunt.

Sam Lowry Hunt (nascido em 8 de dezembro de 1984) é um cantor americano country, compositor e ex-jogador de Futebol americano universitário. Ele é conhecido por escrever singles para Kenny Chesney, Keith Urban, and [ Billy Currington]. Em 2014, Hunt assinou com a MCA Nashville e lançou seu álbum de estreia Montevallo , que se inclui como número 1 [ Country Airplay ]hits "[ Leave the Night On]" e " [ Take Your Time] ".

## Infância
Sam Hunt nasceu em 8 de dezembro de 1984 em Cedartown,Geórgia para Allen e Joan Hunt, um agente de seguros e professor respectivamente. Ele estudou na [ Cedartown High School], onde ele jogou futebol . Ele foi nomeado 2002 Co-Ofensivo Jogador do Ano , foi selecionado para a Geórgia Sportswriters Associação All- State Classe AAA primeira equipe como um jogador para todos os fins , e era um candidato da [ High School Heisman] de Wendy. Após terminar o liceu , tornou-se interessado em música e comprou seu primeiro violão para levar para a faculdade.
Ele era um quarterback por dois anos na [ Middle Tennessee State University] e dois anos na [ UAB] onde se formou em filosofia Ele tinha ação limitada em seis jogos com Middle Tennessee . ; na UAB , ele começou apenas sete jogos durante a temporada de 2006 devido a lesões . Depois de se formar UAB em 2007, ele foi convidado para o acampamento de treinamento com o Kansas City Chiefs. No entanto, sua carreira no futebol falhou para decolar e ele se mudou para Nashville para perseguir uma carreira na música em 2008. 

## Carreira Musical
Sam Hunt co-escreveu 2012 hit de Kenny Chesney " [ Come Over]", pelo qual recebeu um prêmio ASCAP Ele também escreveu dois singles lançados em 2014 : Keith Urban de " [ Cop Car]" e[  Billy Currington] de "[ We Are Tonight]". Hunt lançado de forma independente o single " Raised on It" , em setembro de 2013 e em outubro de 2013 , ele lançou através de seu site uma mixtape livre 15 canção intitulada "Between the Pines " .

Em janeiro de 2014, foi confirmado que ele havia assinado com a MCA Nashville. Em 12 de agosto de 2014 , ele lançou X2C , um EP com quatro canções , pretende ser uma prévia de seu primeiro álbum de estúdio. A EP estreou no número 36 na Billboard 200 e número 5 no Top Country Albums daBillboard , vendendo 8.000 cópias em sua primeira semana .

O primeiro single de Hunt para MCA era " [ Leave the Night On]", que foi número 1 no [ Country Airplay] em outubro 2014 e recebeu uma certificação de platina pela Recording Industry Association of America ( RIAA) para um milhão de downloads certificados.O seu primeiro álbum de estúdio full-length , [ Montevallo] , foi lançado em 27 de outubro O álbum incluía sua própria versão de " Cop Car" .
Em 5 de Novembro de 2014 Montevallo estreou no número 1 no Top Country Albums e número 3 na Billboard 200. Ele abriu com 70.000 unidades vendidas. Cinco dias depois, ele anunciou sua primeira turnê , Batom Graffiti. Os ingressos foram colocados à venda sexta-feira, novembro 14. Dentro de minutos e , em alguns casos segundos - de ir à venda , a turnê se esgotaram em 15 dos locais.

## Estilo lírico e Musical
Hunt disse [ Taste of Country] que ele não escreve suas canções com um gênero específico em mente , mas sim segue o seu instinto. Sua composição foi fortemente influenciado por Brad Paisley, cujo sucesso precoce " [ He Didn't Have to Be] " teve um grande impacto sobre ele como um garoto crescendo na Geórgia: "Eu me lembro de estar na igreja na noite de quarta em quarta-feira à noite a ceia, e recebendo as chaves da minha mãe muito antes que era mais apenas para ir sentar-se no carro e para ligar o rádio e esperamos que esperar e pegar aquela música . " a sua música contém elementos de country, R&B e pop. Ele cita [ Billy Currington] , Usher, K-Ci e JoJo , R. Kelly, Ginuwine , e Conway Twitty como influências musicais .

## Discografia

### Álbuns de Estúdio
| Título     | Detalhes                                                                                   | Posições nas paradas de pico | Posições nas paradas de pico | Posições nas paradas de pico | Certificação | vendidos                   |
| Título     | Detalhes                                                                                   | US Country                   | US                           | CAN                          | Certificação | vendidos                   |
| ---------- | ------------------------------------------------------------------------------------------ | ---------------------------- | ---------------------------- | ---------------------------- | ------------ | -------------------------- |
| Montevallo | - Realização: 27 de outubro, 2014 - produtora: MCA Nashville - Formato: CD, music download | 1                            | 3                            | 2                            | - RIAA: Gold | - US: 477,800 - CAN: 5,300 |

### Execuções Prolongadas
| Título | Detlhes                                                                               | Peak chart positions | Peak chart positions | vendidos     |
| Título | Detlhes                                                                               | US Country           | US                   | vendidos     |
| ------ | ------------------------------------------------------------------------------------- | -------------------- | -------------------- | ------------ |
| X2C    | - Realização: 12 de agosto, 2014 - Produtora: MCA Nashville - Formato: Music download | 5                    | 36                   | - US: 31,000 |

### Singles
| Ano                                     | Single               | Posições nas paradas de pico | Posições nas paradas de pico | Posições nas paradas de pico | Posições nas paradas de pico | Posições nas paradas de pico | Posições nas paradas de pico | certificação                        | álbum      | vendidos        |
| Ano                                     | Single               | US Hot Country               | US Country Airplay           | US                           | US Adult                     | CAN Country                  | CAN                          | certificação                        | álbum      | vendidos        |
| --------------------------------------- | -------------------- | ---------------------------- | ---------------------------- | ---------------------------- | ---------------------------- | ---------------------------- | ---------------------------- | ----------------------------------- | ---------- | --------------- |
| 2013                                    | "Raised on It"       | 49                           | —                            | —                            | —                            | —                            | —                            | - US: 94,000                        | Montevallo |                 |
| 2014                                    | "Leave the Night On" | 1                            | 1                            | 30                           | —                            | 1                            | 54                           | - RIAA: Platinum[29] - MC: Gold[30] | Montevallo | - US: 1,002,000 |
| 2014                                    | "Take Your Time"     | 1                            | 1                            | 20                           | 34                           | 2                            | 29                           | - RIAA: Platinum[32]                | Montevallo | - US: 1,047,000 |
| 2015                                    | "House Party"A       | 39                           | 48                           |                              |                              |                              |                              |                                     | Montevallo |                 |
| "—" denotes releases that did not chart |                      |                              |                              |                              |                              |                              |                              |                                     |            |                 |

- ATo be released.[13]

## Outras canções cartografado
| Ano                                     | Single                     | Posições nas Paradas de pico | Posições nas Paradas de pico | Posições nas Paradas de pico | vendas        | Álbum      |
| Ano                                     | Single                     | US Hot Country               | US                           | CAN                          | vendas        | Álbum      |
| --------------------------------------- | -------------------------- | ---------------------------- | ---------------------------- | ---------------------------- | ------------- | ---------- |
| 2014                                    | "Break Up in a Small Town" | 30                           | —                            | 87                           | - US: 350,000 | Montevallo |
| 2014                                    | "Ex to See"                | 37                           | —                            | —                            |               | Montevallo |
| 2014                                    | "Make You Miss Me"         | 32                           | 120                          | —                            | - US: 121,000 | Montevallo |
| 2014                                    | "Speakers"                 | 40                           | —                            | —                            |               | Montevallo |
| "—" denotes releases that did not chart |                            |                              |                              |                              |               |            |

### Vídeos de Musicas
| Ano  | Vídeo                | Diretor                       |
| ---- | -------------------- | ----------------------------- |
| 2014 | "Leave the Night On" | Brad Belanger                 |
| 2014 | "House Party"        | Brad Belanger, Steven Worster |
| 2015 | "Take Your Time"     | Tim Mattia                    |

## Prêmios e Indicações

### Kappa Awards
| Ano  | Nomeado          | Categoria                | Resultado |
| ---- | ---------------- | ------------------------ | --------- |
| 2016 | Montevallo       | Álbum of the Year        | Pendente  |
| 2016 | Montevallo       | Best Country Álbum       | Pendente  |
| 2016 | "Take Your Time" | Best Country song        | Pendente  |
| 2016 | "Take Your Time" | Best Music Video         | Pendente  |
| 2016 | "House Party"    | Best Country Performance | Pendente  |
| 2016 | Sam Hunt         | Best New Artist          | Pendente  |